# La Sierra
La Sierra (deutsch alternativ „La Sierra - Zum Killer geboren“) ist ein 2004 fertiggestellter kolumbianisch-US-amerikanischer Dokumentarfilm über die Jugendlichen der Bande „Bloque Metro“ im Viertel Sierra der kolumbianischen Millionenstadt Medellín.
Diese paramilitärische Bande befindet sich im beinahe täglichen Kampf gegen die Guerilleros und ist somit Teil des bewaffneten Konflikts in Kolumbien. Keines der Mitglieder ist älter als 22, und deren Freundinnen – obwohl meist nur zwischen 14 und 17 Jahren alt – sind häufig bereits schwanger oder gerade erst Mütter geworden.
Diese Dokumentation von Scott Dalton und Margarita Martinez wurde über ein Jahr lang mitten unter den jugendlichen Kombattanten gedreht und zeigt die Lebenswege von drei typischen Medelliner Jugendlichen in der hoffnungslosen Realität eines Lebens in Armut und Krieg in einer zerrütteten Gesellschaft. Die Jugendlichen übernehmen in den Städten die Drecksarbeit der großen verfeindeten Drogenkartelle. Vielfach drogensüchtig ermorden sie sich gegenseitig für den Lohn von Prestige, Macht, Geld und Begehrtheit unter den Frauen.
Edison, der 22-jährige Kommandant des paramilitärischen „Bloque Metro“, Cielo, die 17-jährige Freundin eines inhaftierten Bandenmitglieds, und Jesús, ein 19-jähriger Soldat in Edisons Truppe öffnen sich den Filmemachern mit frappierender Ehrlichkeit und schockierendem Fatalismus. Sie alle leben einen bizarren Spagat zwischen Träumen von einem besseren Leben und brutalem Alltag.
Edison hat acht uneheliche Kinder von sechs blutjungen Mädchen und kümmert sich rührend um jede einzelne seiner Familien. Nachts führt er die Killerkommandos des „Bloque Metro“, in dem er seit seinem 15. Lebensjahr Mitglied ist, im Kampf gegen die Guerillabewegung. „Wenn man jung ist, mag man Abenteuer. Wenn jemand eine Kanone hat, willst du auch eine haben. Ich wollte zu dieser Gruppe dazugehören, ich wollte schießen“, sagte er während des Drehs. Nach Fertigstellung der Dokumentation wird er vom Militär mit einem Kumpanen auf offener Straße erschossen.
Cielo hat einen Sohn und wurde bereits mit 15 Witwe. Sie lebte im Grunde nur für die Besuche bei ihrem Freund im Gefängnis, doch nach der Trennung landete sie als Prostituierte in einer Bar.
Auch Jesús, Schulabbrecher und schwer kokainabhängig, hat ein Kind. Als er einmal an einer Granate bastelte, schoss er sich dabei den halben Arm weg. Das nimmt er ebenso gelassen hin wie sein anscheinend vorbestimmtes Schicksal: „Natürlich werde ich jung sterben“, sagt er, „wir haben keine Zukunft. Wir überleben vielleicht diesen Krieg, aber dann kommt der nächste und dann wieder ein nächster, bis man schließlich getötet wird.“

## Auszeichnungen
- „Best Documentary Feature“, IFP Market New York 2004
- „Best Documentary“, Miami 2005
- „Honorary Mention“, Slamdance 2005